# Manfred Herweh
Manfred Herweh (Lampertheim, 14 juni 1954) is een Duits voormalig motorcoureur. Hij is zesvoudig Grand Prix-winnaar in het wereldkampioenschap wegrace.

## Carrière
Herweh maakte in 1980 zijn internationale motorsportdebuut in de 250cc-klasse van het wereldkampioenschap wegrace, waarin hij op een Yamaha reed. Hij kwam enkel uit in de seizoensfinale in Duitsland en kwam hierin niet aan de finish. In 1981 reed hij in de 350 cc-race in Duitsland, wederom voor Yamaha, en eindigde hierin als twintigste. Ook reed hij dat jaar in zowel de 250 cc- als in de 500 cc-klasse van het Europees kampioenschap wegrace. In 1982 reed hij in de 250 cc- en 350 cc-races van de Duitsland voor Yamaha. In de 250 cc werd hij zevende, terwijl hij in de 350 cc de race won. Hij werd hiermee tevens de laatste Grand Prix-winnaar in deze klasse, die vanaf 1983 geen deel meer uitmaakte van het wereldkampioenschap.
In 1983 reed Herweh zijn eerste volledige seizoen in het WK 250 cc op een Real-Rotax. Hij behaalde zijn eerste podiumplaats in de Grand Prix der Naties, voordat hij in Oostenrijk zijn eerste Grand Prix in deze klasse won. In Joegoslavië behaalde hij nog een podiumplaats en hij werd met 40 punten zevende in het klassement. In 1984 won hij vier races in Joegoslavië, België, Zweden en San Marino en stond hij ook in Duitsland, Frankrijk en de TT van Assen op het podium. Met 100 punten werd hij achter Christian Sarron tweede in de eindstand.
In 1985 miste Herweh vanwege een blessure een groot deel van de eerste seizoenshelft in het WK 250 cc. In de resterende races stond hij enkel in Groot-Brittannië op het podium. Met 31 punten werd hij achtste in het kampioenschap. In 1986 stapte hij over naar een Aprilia; een zevende plaats in Oostenrijk was zijn beste resultaat. Met 7 punten werd hij negentiende in de eindstand. In 1987 reed hij op een Honda, waar hij met een vijfde plaats in Frankrijk zijn hoogtepunt beleefde. Met 11 punten werd hij vijftiende in het klassement. In 1988 keerde hij terug naar een Yamaha en behaalde hij zijn hoogste klassering met een achtste plaats in Oostenrijk. Met 35 punten werd hij werderom vijftiende in het klassement. In 1989 reed hij enkel in de tweede seizoenshelft en kwam hij alleen met een vijftiende plaats in Tsjecho-Slowakije tot scoren. Met 1 punt eindigde hij op plaats 39 in de rangschikking. Na dit seizoen nam hij afscheid van de motorsport.